# Металлург (стадион, Донецк)
Стадион «Металлу́рг» — футбольный стадион в Донецке, вместимостью 5094 человек. Был домашней ареной донецкого «Металлурга».
Предыдущее название: Стадион им. 125-летия ДМЗ.
Построен на месте прежде существовавшего стадиона и был открыт 12 июня 1950 года. Также есть предположение, что на месте постройки стадиона ранее располагался юзовский циклодром.
На стадионе было проведено две реконструкции. Одна в 1997 году, когда «Металлург» вышел в Премьер лигу. Вторая была проведена в 2008 году, по причине того, что ужесточились требования Федерации футбола Украины, предъявляемые профессиональным клубам. Один из самых малых по вместимости стадионов Премьер-лиги.

## Евро 2009

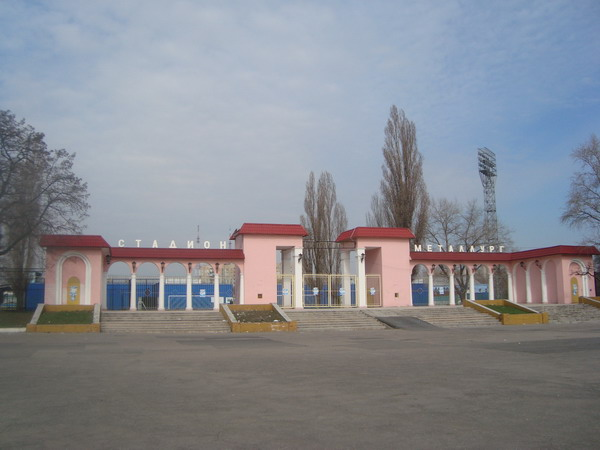

Летом 2009 года на стадионе прошли три запланированных матча группового этапа юношеского чемпионата Европы 2009.
- На стадионе играли свои матчи представители Группы В, за исключением Украины, которая все свои три матча группового этапа провела на РСК «Олимпийский».
- Во время третьего тура группового этапа в матче Словения — Англия был установлен рекорд результативности. Англия переиграла соперников со счётом 7:1, побив тем самым прошлый рекорд, состоявший из пяти голов.
- Средняя посещаемость стадиона во время турнира составила 940 человек, что является наихудшим результатом среди всех четырёх стадионов, на которых проходил турнир.

### Групповой этап
| 21 июля 2009 17:00 EET | \| Англия \| 1:1 (1:0) Протокол (недоступная ссылка — история). \| Швейцария \| \| Мэтток 34' \| Голы \| Вутрих 90+2' \| | Стадион: Металлург, Донецк Зрителей: 1 100 Судья: Мануэль Грефе |
| СМИ: football.ua. Дата обращения: 21 июля 2009. Архивировано 3 декабря 2012 года., sport.ua. Дата обращения: 30 июля 2009. | |                                                                 |
| Англия | 1:1 (1:0) Протокол (недоступная ссылка — история).                                                                       | Швейцария                                                       |
| Мэтток 34' | Голы | Вутрих 90+2'                                                    |

| 24 июля 2009 17:00 EET | \| Словения \| 1:2 (0:0) Протокол (недоступная ссылка — история). \| Швейцария \| \| Финк 66' \| Голы \| Паше 79' Мустафи 85' \| | Стадион: Металлург, Донецк Зрителей: 1 100 Судья: Овидиу Алин Хэцеган |
| СМИ: sport.ua. Дата обращения: 30 июля 2009., football.ua. Дата обращения: 30 июля 2009. Архивировано 3 декабря 2012 года. | |                                                                       |
| Словения | 1:2 (0:0) Протокол (недоступная ссылка — история).                                                                               | Швейцария                                                             |
| Финк 66' | Голы | Паше 79' Мустафи 85'                                                  |

| 27 июля 2009 19:00 EET | \| Словения \| 1:7 (0:5) Протокол (недоступная ссылка — история). \| Англия \| \| Димитров 50' \| Голы \| Лэнсбери 10' Бриггс 19' Уэлбек 25', 32' Делфаунсо 38', 70' Рейнджер 74' \| | Стадион: Металлург, Донецк Зрителей: 630 Судья: Эфонг Нзоло             |
| СМИ: football.ua. Дата обращения: 30 июля 2009. Архивировано 3 декабря 2012 года., ua-football. Дата обращения: 30 июля 2009. Архивировано 3 декабря 2012 года. | |                                                                         |
| Словения | 1:7 (0:5) Протокол (недоступная ссылка — история). | Англия                                                                  |
| Димитров 50' | Голы | Лэнсбери 10' Бриггс 19' Уэлбек 25', 32' Делфаунсо 38', 70' Рейнджер 74' |